# Lect (Jura)
Lect é uma comuna francesa na região administrativa da Borgonha-Franco-Condado, no departamento de Jura. Estende-se por uma área de 11.94 km². Em 2010 a comuna tinha 361 habitantes (densidade: 30,2 hab./km²).